# Gourgançon

Gourgançon este o comună în departamentul Marne, Franța. În 2009 avea o populație de 162 de locuitori.